# 徐道隣
徐道隣（1906年12月17日—1973年12月24日），名審交，字道隣，以字行，小名旭郎，江蘇蕭縣人（今屬安徽省宿州市），西北邊防軍總司令徐樹錚之子，生于日本東京，中华民国政治人物、法学家。屬孔宋系人馬。

## 生平
徐道隣是江苏省徐州府萧县人（今属安徽省）醴泉村。清朝光绪三十二年十一月初二（1906年12月17日）生於日本東京。徐道隣是徐樹铮、夏宣夫妇的第三子。母亲夏宣为其取乳名“旭郎”。在老家的祖母岳氏为其取乳名“九如”（徐道隣在堂兄弟大排行中排第九）。在襁褓时，因保姆疏忽，徐道隣腿部受伤，造成终生残疾。到入学年龄，父亲徐樹铮为他取名“審交”，字“道隣”（取《孟子》“交隣國有道乎”之意）。长大后，得知史可法也字道隣，徐道隣仰慕史可法，故不再用“审交”本名，而以字行。
1910年暮春，徐道隣和大哥徐審义，以及刚出生的妹妹徐樱，随父母返回中国，回到家乡徐州省亲。1912年春节前后，一家四口被父亲徐樹铮接至北京，居住在无量大人胡同。1912年，6岁的徐道隣在北京入私塾，父亲徐樹铮请清朝举人杨汉云在家中教读。1917年秋，母亲带徐道隣和徐樱到徐州照顾徐道隣的祖母，塾师杨汉云随行。徐道隣在徐州居住3年。直到1920年底，父亲徐樹铮因皖系在直皖战争中失败，避居上海英租界，才将徐審义、徐道隣接往上海读书，住在新闸路武林里。徐樱也和他们同住。
1924年11月24日，徐道隣随父亲启程游歷歐洲。1925年，父亲返華，徐道隣留在威瑪德國学习。1925年12月，徐树铮被张之江綁架後殺死。徐道隣回中國，为遇刺身亡的父亲徐树铮奔丧。徐树铮曾經殺害冯玉祥妻子的叔父陆建章，冯玉祥力圖報復，於是命部將张之江殺徐树铮。1926年初，徐道隣再赴德國。用一年時間完成了高中三年拉丁文、法文、世界史、数学的學業。1927年6月，通过普鲁士邦教育部考试，具备高中毕业资格，进海德堡大学学习法科。后来转入柏林大学学习法律。1931年以论文《宪法的变迁》獲柏林大学的法學博士學位。 1932年回中國，任職於南京國民政府國防設計委員會。1936年任行政院參議、司法組主任及訴願審議委員會常務委員。1938年7月，任中华民国驻意大利使馆代办。中意断交后，徐道隣回国。此后担任国防最高委员会参事，还任考试院考选委员会委员兼铨叙部甄核司司长三年，因徐道隣與同事相處並不愉快，有一次他还與考功司司长陈曼若當面争执，主要是徐道隣提出的政策主张不获同僚支持，故此任内三度遞交辭呈，但這三次，考试院院长戴季陶都支持並且慰留他。后来他转任行政院政务处处长。
1945年日本二戰投降後，他辞去行政院政务处处长职务，在同年11月向重庆北碚法院及国民政府军事委员会告發冯玉祥與张之江，指控二人杀害其父徐树铮，但国民政府军事委员会以已过行凶时刑法规定的杀人罪「追诉期十五年」，未接受他的诉状。他再提出“八年抗战，时效中断”，要繼續追訴，但军事委员会和法院再未理会。1946年春，徐道隣转入学术界，出任上海同济大学法学院院长。他还曾短暂担任江苏省政府秘书长。1947年4月29日，行政院任命徐道隣為台湾省政府秘书长。:8344
1949年5月27日，徐道隣的夫人芭芭拉带着3个子女坐船从上海赴美国。徐道隣留下搜集父亲徐樹铮的藏书，准备将书搜全就离开上海。中国人民解放军攻占上海后，中国共产党当局两次请回想抱着书上船离开上海的徐道隣，希望他能留下来为新中国的建设效力。但徐道隣不肯改变初衷。
1951年，徐道隣抵达台湾。到台湾后，他接受杂志记者采访，并写下一篇文章报告他近两年在上海见到的事情。由于其中他对中国共产党有所好评，遭蔣介石忌恨，被软禁十多年。1954年与芭芭拉离婚。徐道隣在臺灣再婚，与第二任妻子葉妙暎又生一子一女。1950年代，他曾在國立台灣大學、东海大学任教，讲授中国法制史和唐律，兼授中国政治思想史及综合社会科学等课。1962年，解除软禁后的徐道隣带着台湾的妻儿来到美国。1962年7月应聘为美国华盛顿州西雅图华盛顿大学教授。后来相继任教于哥伦比亚大学、密歇根州立大学。1970年2月重返西雅图华盛顿大学任教。
1973年12月24日，徐道隣因心脏病突发，在西雅图病逝，享年67岁。

## 著作
专著
- 《宪法的变迁》，Walter de Gruyter & Co. 1932.[2]
- 《唐律通论》，中华书局，1945年5月[2]
- 《中国法制史论集》[2]
- 《中国法制史论略》[2]
- 《行为科学概论》
- 《青年和人生观》

论文
- 《形式主义与反形式主义的宪法概念》，《公法文摘》（德文），1932年[2]

## 逸事
1934年9月，《外交评论》杂志上发表了《敌乎？友乎？——中日关系的检讨》一文，署名为“徐道隣”。1935年2月9日，鲁迅在致萧军、萧红的信中曾对此文加以嘲讽，称“做的是徐树铮的儿子，现代阔人的代言人，他竟连日本是友是敌都怀疑起来了，怀疑的结果，才决定是‘友’。”
而蔣中正在該書的序文中說「民國二十三年秋，中日局勢更趨危急，正進入最後關頭，極思設法打開僵局，乃在病榻分章口述，而屬布雷同志筆錄其詳，以此為中日兩國朝野作最後之忠告，期其警覺，克免同歸於盡之浩劫。惟以當時政治關係，不便以布雷名義出之，乃托徐道鄰君印行」
黄仁宇在《从大历史的角度读蒋介石日记》中说：此文发表后，“不久对方日本即看清此文最低限度为蒋介石授意所作，于是各刊物翻译转载，一时展开了和平谈判的空气。”蒋介石在1935年3月1日的日记中说：“（《敌乎？友乎？》）表明对日外交方针与态度，实为余政治生活中之一大重要事项。国民已有谅解，并多赞成，一月之间外交形势大变，欧美亦受影响，自信所谋不误。”

## 家庭
- 父：徐树铮。徐树铮有一妻四妾，子女十人（其中两人早夭），徐道隣是徐树铮的第三子。[5]
- 母：夏宣
- 妹：徐樱，昆曲名家。丈夫是语言学家李方桂。徐樱从1983年起意到1988年竣工，曾多次到萧县醴泉村为父亲徐树铮建墓园。[5]
- 第一任妻子：芭芭拉。德国人，后加入中国籍，1954年离婚后恢复德国籍，很快改入美国籍，后改嫁给一个法国裔美国人。和徐道隣生育一子两女。[5][2]
  - 女：徐小虎，中国书画鉴定专家。[5]
  - 女：徐小玉
  - 子：徐小瑞[2]
- 第二任妻子：叶妙暎。生育一子一女。[5]
  - 子：徐小珂
  - 女：徐小瑜[2]

## 延伸阅读
- 《徐道隣先生纪念集》